# Alekhan Estate, Mudigere
Alekhan Estate là một làng thuộc tehsil Mudigere, huyện Chikmagalur, bang Karnataka, Ấn Độ.